# Энергетика (наука)
Энергетика — междисциплинарная инженерная наука, занимающаяся вопросами преобразования, передачи, хранения и использования энергии.
В России существуют следующие научные специальности, относящиеся к энергетике:
- Энергетические системы и комплексы;
- Электрические станции и электроэнергетические системы;
- Ядерные энергетические установки;
- Промышленная теплоэнергетика;
- Энергоустановки на основе возобновляемых видов энергии;
- Техника высоких напряжений;
- Тепловые электрические станции, их энергетические системы и агрегаты.